# Barkovići
Barkovići es una localidad de Croacia en el municipio de Draganić, condado de Karlovac.

## Geografía
Se encuentra a una altitud de 125 m s. n. m. a 45 km de la capital nacional, Zagreb.

## Demografía
En el censo 2011, la población se encontraba deshabitada.
| Gráfica de población de Barkovići 1857-2011                         |
|                                                                     |
| Según los censos de población de la oficina estadística de Croacia. |